# 백조자리 키

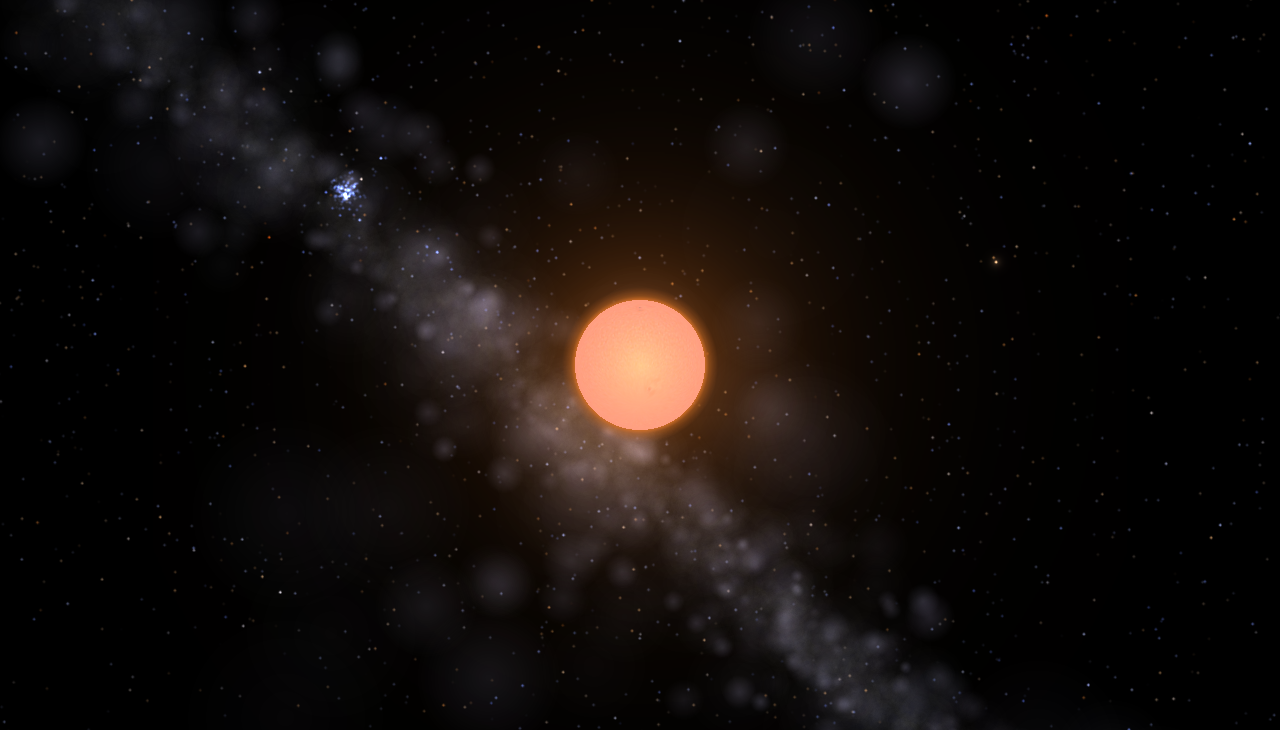

백조자리 키(Chi Cygni)는 백조자리에 있는 별이다. 키는 지구에서 약 345광년 떨어진 곳에 있다.
독일의 천문학자 고트프리트 키르히가 1686년 이 별의 변광 특질을 발견했다. 키는 미라 변광성으로 407일 주기로 밝기가 3.3에서 14.3까지 변한다. 따라서 가장 어두울 때의 키를 관찰하기 위해서는 30센티미터 이상 망원경으로 관찰해야 한다. 반면 가장 밝을 때 키는 맨눈으로 볼 수 있다.